# Comunidad campesina de Amaru
Amaru es una comunidad campesina ubicada en el distrito de Písac en la provincia de Calca de la región Cusco en Perú. Es una de las cuatro comunidades que administran el Parque de la papa.
Esta reconocida como comunidad campesina según la Resolución R.S. 078 del 15 de febrero de 1965 y se encuentra en la lista de los pueblos originarios quechuas del estado peruano.

## Ubicación
La comunidad campesina de Amaru está ubicada a 3 875 m s.n.m. dentro del distrito de Pisac, provincia de Calca en el departamento de Cusco.  

## Actividades económicas

### Agricultura
Una de las actividades principales de la comunidad es la agricultura. Los cultivos son variados, siendo en su mayoría tubérculos como la papa.
La cosecha de la papa es importante y esta comunidad es una de las comunidades que administra el Parque de la papa.

### Textilería
La producción artesanal de textiles es una actividad relevante de la comunidad. La comunidad recibe visitantes extranjeros que van a ver y aprender el tejido andino que elaboran los tejedores artesanos y las tejedoras artesanas, y les dan a conocer el proceso del tejido desde el teñido con plantas, hasta la elaboración de la lana.

### Turismo
El turismo vivencial  es una forma de ingreso para la comunidad y ofrece a sus visitante experiencias participativas (turismo vivencial).  
Por su cercanía al sitio arqueológico de Písac, existe gran afluencia de visitantes extranjeros.  
Una de las actividades principales de la comunidad es la textilería y ofrece a los turistas visitas para mostrar el proceso de producción, además que muestran sus actividades tradicionales a los visitantes. 